# Ronald Gilmore
Ronald Michael Gilmore (ur. 23 kwietnia 1942 w Pittsburgu, Kansas) – amerykański duchowny katolicki, biskup Dodge City w latach 1998-2010.

## Życiorys
Do kapłaństwa przygotowywał się w Conception i w Kanadzie na University of Ottawa (lata 1963-1969). Święcenia kapłańskie otrzymał 7 czerwca 1969 i inkardynowany został do diecezji Wichita. Kontynuował studia w Kanadzie i w roku 1973 uzyskał doktorat z teologii. Pracował m.in. jako kanclerz (1983-1998), wikariusz generalny i moderator kurii diecezjalnej (1988-1998). W roku 1998 otrzymał godność prałata.
12 maja 1998 papież Jan Paweł II mianował go ordynariuszem sąsiedniej diecezji z siedzibą w Dodge City. Sakry udzielił mu ówczesny metropolita James Keleher. Na emeryturę przeszedł przedwcześnie 15 grudnia 2010.